# Draba subsecunda
Draba subsecunda är en korsblommig växtart som beskrevs av Carlo Pietro Stefano Stephen Sommier och Emile Emilio Levier. Draba subsecunda ingår i släktet drabor, och familjen korsblommiga växter. Inga underarter finns listade i Catalogue of Life.